# Anna Marguerite McCann
Anna Marguerite McCann (Mamaroneck, 11 maggio 1933 – Sleepy Hollow, 12 febbraio 2017) è stata un'archeologa e storica dell'arte statunitense, pioniera dell'archeologia subacquea e prima donna americana a praticarla. Studiò e insegnò storia dell'arte e archeologia in varie università degli Stati Uniti. Autrice di opere relative all'arte romana e all'archeologia classica (pubblicò anche sotto il nome di Anna McCann Taggart), fu membro attivo dell'Archaeological Institute of America e ne ricevette la medaglia d'oro nel 1998.

## Biografia
Anna Marguerite McCann nacque nel maggio 1933 a Mamaroneck, New York, figlia di Richard e Dorothy McCann. Crebbe a Rye, New York, dove frequentò la Rye Country Day School. ·  Nel 1954 conseguì un Bachelor of Arts in Storia dell'Arte, con una specializzazione in greco antico, presso il Wellesley College. Frequentò poi per un anno l'American School of Classical Studies di Atene grazie al programma Fulbright.

## Carriera

### Storia dell'arte antica
Nel 1957 Anna Marguerite McCann ottenne un Master of Arts presso il New York University Institute of Fine Arts, presentando una dissertazione sulla statuaria greca nei rilievi storici romani, diretta da Karl Lehmann. Il suo interesse per la scultura imperiale romana si riflesse nella sua ricerca nell'ambito di un dottorato in storia dell'arte e studi classici, conseguito nel 1965 presso l'Università dell'Indiana.
Dal 1964 al 1966 fu insignita dell'American Prix de Rome e si recò a studiare presso l'American Academy in Rome; usò la sua tesi per scrivere un'opera di riferimento sul ritratto dell'imperatore Settimio Severo. Nel 1974 entrò a far parte del team curatoriale del Metropolitan Museum of Art di New York, per catalogare sculture romane. Parte della sua ricerca si trova nel libro Roman Sarcophagi del Metropolitan Museum of Art.
McCann pubblicò diversi importanti articoli sulla scultura greca e romana e partecipò a diversi convegni internazionali sulla scultura in bronzo antico.

### Archeologia subacquea
All'inizio degli anni '60, Anna Marguerite McCann fece il suo debutto nel campo dell'archeologia subacquea: questa disciplina era allora agli albori e dominata dagli uomini; McCann fu una pioniera, la prima donna americana a praticarla.
Fece la sua prima immersione professionale con l'equipaggio di Jacques-Yves Cousteau, esplorando due relitti romani vicino al Grand Congloué, al largo della costa di Marsiglia. In particolare, trovarono un'anfora piena di vino, vecchia di 2.200 anni, vino che poi assaggiarono.
Nel 1961 e nel 1962 fu una sommozzatrice durante lo scavo di un relitto del VII secolo sull'isola di Yassi Ada, in Turchia, da parte della National Geographic Society e dell'Università della Pennsylvania. Nel 1963 scavò nel porto di Cenchrea, in Grecia, per l'Università di Chicago e l'Università dell'Indiana.
Durante il suo soggiorno all'American Academy in Rome, dal 1964 al 1966, fu fotografa in occasione dello scavo di rovine in cima a una collina nel sito della colonia romana di Cosa, sulla costa toscana: scoprì, ai piedi di questa collina, un pontile parzialmente sommerso. Raccolse i fondi necessari per intraprendere la mappatura e lo scavo subacqueo e terrestre dell'antico porto di Cosa, con diverse campagne di scavo tra il 1965 e il 1987. I risultati di questa ricerca apparvero in The Roman Port and Fishery of Cosa: A Center of Ancient Trade.
Nel 1973 l'American Academy in Rome collaborò con l'Istituto internazionale di studi liguri, diretto da Nino Lamboglia (un altro pioniere dell'archeologia subacquea): McCann e il suo team mapparono e scavarono gli antichi porti di Populonia e Pyrgi, sulla costa toscana. Questo fu il primo studio sulle strutture portuali etrusche.
Nel 1985 fondò il Comitato per l'Archeologia Subacquea dell'American Archaeological Institute. Nel 1989 McCann collaborò con Robert Duane Ballard della Woods Hole Oceanographic Institution al progetto JASON, che mirava a educare bambini e adulti sulla tecnologia e la scienza. Utilizzando un veicolo subacqueo telecomandato, una tecnologia utilizzata dall'oceanografo con il Titanic, esplorarono i fondali del Mediterraneo lungo l'antica rotta commerciale tra Cartagine e Roma: scoprirono diversi relitti sconosciuti al largo delle coste di Palermo, nei pressi del Banco di Skerki. I rilievi e gli scavi effettuati furono trasmessi in diretta agli studenti americani. I risultati furono pubblicati nel libro Deep Water Archaeology: A Late-Roman Ship from Carthage and an Ancient Trade Route near Skerki Bank off NorthWest Sicilyc. Quest'area venne ispezionata di nuovo nel 1997, con un team più numeroso: furono scoperti diversi nuovi relitti e recuperati manufatti. Venne pubblicato un secondo libro, intitolato Deep-Water Shipwrecks off Skerki Bank: The 1997 Surveyd. Questo progetto suscitò inizialmente critiche da parte di alcuni membri della comunità universitaria.

### Insegnamento e divulgazione
Anna Marguerite McCann insegnò storia dell'arte e archeologia in diverse università: dal 1966 al 1971 all'Università del Missouri, poi dal 1971 al 1974 all'Università della California a Berkeley e infine dal 1997 al 2001 alla Boston University. Fu anche visiting professor presso il Massachusetts Institute of Technology dal 2001 al 2007.
Nel 1975 presentò un corso intitolato "L'archeologia nel mondo" al Metropolitan Museum of Art. McCann condivise le sue conoscenze con il grande pubblico, con conferenze pubbliche e programmi televisivi. Fu anche coautrice di un libro per bambini intitolato The Lost Wreck of the Isisf, riconosciuto dalla National Science Teachers Association e dal Children's Book Council degli Stati Uniti.

### Morte
Anna Marguerite McCann morì il 12 febbraio 2017 a Sleepy Hollow, New York, all'età di 83 anni.

## Vita privata
Nel 1973 Anna Marguerite McCann sposò Robert D. Taggart; vissero insieme per 43 anni, tra New York e Pawlet (nello stato del Vermont). Insieme nel 1985 crearono un ruolo di docente di archeologia subacquea, e furono coinvolti in diverse organizzazioni di beneficenza.

## Opere selezionate
- (EN) McCann, The Portraits of Septimius Severus, A.D. 193–211, Roma, American Academy in Rome, 1968.
- (EN) Anna Marguerite McCann, Roman Sarcophagi in the Metropolitan Museum of Art, Meriden, Connecticut, Meriden Gravure Company, 1978. URL consultato il 28 ottobre 2017.
- (EN) Anna Marguerite McCann, Joanne Bourgeois, Elaine K. Gazda, John Peter Oleson e Elizabeth Lyding Will, The Roman Port and Fishery of Cosa: A Center of Ancient Trade, Princeton, New Jersey, Princeton University Press, 1987, ISBN 978-0-691-62883-7.
- (EN) Anna Marguerite McCann e Joann Freed, Deep water archaeology: a late-Roman ship from Carthage and an ancient trade route near Skerki Bank off northwest Sicily, in Journal of Roman Archaeology. Supplementary Series, Ann Arbor, Michigan, 1994, ISSN 1063-4304 (WC · ACNP).
- (EN) Anna Marguerite McCann e John Peter Oleson, Deep-water Shipwrecks Off Skerki Bank: The 1997 Survey, Ann Arbor, Michigan, Journal of Roman Archaeology, 2004, ISBN 978-1-887829-58-8.